# Oxford Town
Oxford Town è un brano musicale scritto dal cantautore statunitense Bob Dylan nel 1962. Venne registrato nello Studio A della Columbia il 6 dicembre 1962 per il suo secondo album The Freewheelin' Bob Dylan.
La canzone venne composta in risposta ad un invito aperto della rivista Broadside, in merito a canzoni che avessero come tema uno dei fatti più importanti del 1962: l'iscrizione di uno studente di colore, James Meredith, all'Università del Mississippi. Tra gli altri brani presentati vi era anche Ballad of Oxford, Mississippi di Phil Ochs. Il testo e la musica del brano di Dylan vennero pubblicati nel numero 17 di Broadside nel dicembre 1962.
Oltre al fatto che l'Università del Mississippi si trovi proprio ad Oxford, Oxford Town non menziona né il nome di Meredith, né quello dell'università. Più tardi, in un'intervista a Studs Terkel, Dylan dichiarò che la canzone "riguardava il caso Meredith, ma alla fine non c'entrava più di tanto... l'ho scritta all'epoca dei fatti, ma potrei benissimo averla composta ieri. Sarebbe stata la stessa cosa."
Oltre alla pubblicazione in The Freewhellin', Dylan incise una versione di Oxford Town nel novembre 1962. Registrò una versione demo della canzone per la produzione M. Witmark & Sons nel marzo 1963. Questo campione dimostrativo venne pubblicato nell'ottobre del 2010 in The Bootleg Series Vol. 9 – The Witmark Demos: 1962–1964.

## Cover
Richie Havens incise Oxford Town nel 1966 per il suo secondo album, Electric Havens. Tim O'Brien incluse il brano nel suo album di cover di Dylan del 1996, Red on Blonde. Hugues Aufray rilasciò una versione francese (insieme ad altre dieci canzoni di Dylan) nel suo LP Aufray chante Dylan del 1965.